# جاكوار مارك 8
جاكوار مارك 8 (بالإنجليزية: Jaguar Mark VIII)‏ هي سيارة من تصنيع شركة سيارات جاكوار.